# هریس کورپوریشن
هریس کورپوریشن (انگلیسی: Harris Corporation) شرکت صنایع جنگ‌افزاری آمریکایی است، که در سال ۱۸۹۵ تأسیس شد.